# Ostane (figlio di Dario II)
Ostane, noto anche come Artoste (... – 358 a.C. circa), appartenne alla dinastia achemenide nel IV secolo a.C. ed era uno dei figli più giovani del Grande Re Dario II e di Parisatide.

## Biografia
Ostane ebbe un figlio di nome Arsame (o Arsane), che fu il padre dell'ultimo Gran Re di Persia, Dario III († 330 a. C.). Probabilmente Ostane fu anche il padre di Sisigambi, la madre di Dario III di Persia, che deve aver contratto un matrimonio tra fratellastri con Arsame. Quindi, allorché Artaserse III salì al trono nel 358 a.C., per assicurarsi la sovranità massacrò una gran quantità di membri della sua famiglia achemenide, che percepiva come potenziali concorrenti, tra i quali la sorella Atossa e uno dei suoi zii insieme a oltre un centinaio dei suoi figli e nipoti. Ciro era già caduto dal 401 a.C. e poiché Ossatre era stato probabilmente il suocero di Artaserse III, può essere compreso insieme al defunto zio solo Ostane. E poiché secondo Curzio Rufo Sisigambi aveva deplorato l'uccisione di ottanta dei suoi parenti stretti da parte di Artaserse III, così possono con loro esservi solo i figli dello zio assassinato del re, tra cui anche Ostane. Dei figli di Ostane devono essere stati considerati inoffensivi solo Arsame, Sisigambi e almeno un'altra figlia di Artaserse III, poiché essi sopravvissero. Apparentemente essi erano vissuti lontano dalla corte del re ed erano privi d'influenza e quindi sfuggirono al massacro. Di questo parla anche la biografia di Dario III, che prima della sua ascesa al trono era vissuto in rapporti con il suo ceto e sotto Artaserse III doveva essere salito a fatica solo dalla modesta posizione di un corriere (ἀστάνδης) del re.